# Gulbuddin Hekmatyar
Gulbuddīn Hekmatyār (in pashtu ګلبدین حکمتیار, in persiano گلبدین حکمتیار; Kunduz, 26 giugno 1947) è un politico, militare e guerrigliero afghano, capo dei mujāhidīn dell'Afghanistan e fondatore e guida del partito politico e gruppo paramilitare denominato Ḥezb-i Islāmī (Partito islamico).
Hekmatyār è stato un comandante militare ribelle al governo filo-sovietico durante gli anni ottanta, caratterizzati dall'invasione sovietica dell'Afghanistan, ed è stato una delle figure-chiave della guerra civile afghana che seguì il ritiro delle truppe dell'Armata Rossa dal Paese.
È stato Primo ministro del suo Paese dal 1993 al 1994 e ancora, per breve periodo, nel 1996. Leader assai controverso dei mujāhidīn, Hekmatyār è stato accusato di aver passato "più tempo a combattere gli altri mujāhidīn che a uccidere Sovietici" e ad uccidere arbitrariamente civili.

## Biografia

### Gioventù
Gulbuddīn Hekmatyār nacque nel 1947 nel distretto Imam Sahib della provincia di Konduz, nell'Afghanistan settentrionale, all'interno della tribù Kharoti dei Pashtun Ghilzai Suo padre, Ghulam Qader, che era emigrato a Kunduz, era originario della provincia di Ghazni, nell'Afghanistan centrale.
Uomo d'affari afghano e leader tribale Kharoti, Gholam Serwar Nasher giudicò Hekmatyār un giovane brillante e lo inviò nel 1968 nell'Accademia militare di Mahtab Qala; due anni più tardi, il giovane fu però espulso a causa delle sue idee politiche. Gulbuddīn andò allora a studiare ingegneria nell'Università di Kabul a partire dal 1970. Fu così che Hekmatyār si guadagnò il soprannome di "Ingegner Hekmatyār", un termine usato di frequente dai suoi seguaci e alleati, sebbene egli non avesse mai completato i suoi studi.
Restò attivo nell'Università fino al 1972 quando, implicato nell'omicidio di un membro rivale di un gruppo maoista, rimase in carcere per due anni. Hekmatyār era all'epoca un militante filo-sovietico del Partito Democratico Popolare dell'Afghanistan. Fu rimesso in libertà quando Mohammed Daoud Khan s'impadronì del potere nel 1973. In parte per aver studiato nella politicizzata Università di Kabul, l'ideologia comunista di Hekmatyār si tramutò in una fede accesa negli ideali dell'estremismo di matrice islamica. Egli raggiunse così le file del gruppo clandestino chiamato Giovani Musulmani e tutto il suo radicalismo ideologico prese decisamente a emergere.

### Esilio in Pakistan
L'arrivo a Peshawar di emigranti appartenenti all'opposizione afghana coincise con un periodo di tensioni tra Pakistan e Afghanistan, causate dalla pretesa di Daoud di controllare l'intero Pashtunistan, incluse parti significative di territorio pakistano. Organizzati dai servizi di sicurezza statunitensi, britannici e sotto l'egida del Generale pakistano Nasirullah Babar, all'epoca governatore della provincia del Khyber Pakhtunkhwa, e con la benedizione del Presidente Zulfikar Ali Bhutto, furono organizzati campi per addestrare Hekmatyār e altri militanti fondamentalisti anti-Daoud.
Il movimento fondamentalistico aveva due tendenze prevalenti al suo interno: la Jamiat-i islāmī ("Società islamica"), guidata da Burhanuddin Rabbani, che sosteneva una posizione graduale per conquistare il potere in Afghanistan, grazie all'infiltrazione progressiva della società e degli apparati statali, e l'altro movimento, chiamato Ḥezb-e islāmī ("Partito Islamico"), guidato da Hekmatyār, favorevole a un approccio più radicale, da realizzare grazie a un'insurrezione condotta da un'avanguardia di intellettuali fondamentalisti. Il sostegno del Pakistan andò al gruppo di Hekmatyār, che, nell'ottobre del 1975, cominciò a operare per un'insurrezione contro il governo afghano. Senza sostegno popolare però, la rivolta finì con un completo fallimento e centinaia di militanti furono arrestati.
Il fallimento del tentativo di Hekmatyār comportò una formale divisione tra le due tendenze, e a entrambe fu consentito di aprire uffici a Peshawar, sì da condurre a una polarizzazione delle politiche dei mujāhidīn tra chi era favorevole a una strategia gradualista e chi premeva invece per una massimalista. L'Hezb-e islami Ghulboddin (Il Partito islamico di Gulbuddīn) di Hekmatyār, nato per distinguersi da una scheggia del gruppo minore, fu formato da un'avanguardia elitaria che si basava su una rigida e disciplinata ideologia fondamentalista all'interno di un'organizzazione omogenea che il prof. Olivier Roy ha descritto come "leninista" e che faceva ricorso alla retorica della Rivoluzione islamica iraniana. Esso ebbe la sua base operativa nei campi-profughi di Nasir Bagh, Worsak e Shamshatoo. In questi campi, l'Ḥezb-e islāmī formò una rete sociale e politica, operando ovunque nelle scuole e nelle prigioni, col sostegno del governo pakistano e dei suoi servizi segreti ISI.

### Ruolo svolto nella resistenza anti-sovietica
Durante l'invasione sovietica dell'Afghanistan, Hekmatyār avrebbe ricevuto milioni di dollari dalla CIA attraverso l'ISI. L'Ḥezb-i Islāmī Gulbuddīn ricevette fortissimi contributi anche da Pakistan e Arabia Saudita e lavorò con migliaia di mujāhidīn stranieri che giunsero in Afghanistan. Secondo l'ISI, la scelta di destinare la più alta percentuale di aiuti "coperti" a Hekmatyār era basata sulla certezza che egli era stato un comandante militare afghano anti-sovietico in Afghanistan. Altri descrivono la sua posizione come il risultato di non avere "quasi nessuna base di appoggio e nessuna base militare in Afghanistan", essendo in tal modo "dipendente dalla protezione del Presidente pakistano Muḥammad Ḍiyāʾ ul-Ḥaqq e dalle sue elargizioni finanziarie" più di ogni altra fazione di mujāhidīn.
Hekmatyār è stato aspramente rimproverato per il suo comportamento nel corso della guerra contro i sovietici e di quella civile. In vari momenti è stato combattuto e ci si è alleati con lui più di ogni altro gruppo in Afghanistan. Egli ordinò frequenti attacchi ad altri gruppi rivali per indebolirli e rafforzare di conseguenza la propria posizione nel vuoto politico successivo al ritiro sovietico dall'Afghanistan. Un chiaro esempio fu quello dell'ordine d'arresto da lui impartito nel 1976 in Pakistan nei confronti di Ahmed Shah Massoud con l'imputazione di spionaggio.
Il gruppo di Parigi Médecins Sans Frontières ricorda che gli uomini di Hekmatyār razziarono una loro carovana di 96 cavalcature che portavano aiuto alle popolazioni nell'Afghanistan settentrionale nel 1987, appropriandosi del rifornimento di un anno di medicine e rubando il denaro che doveva essere consegnato ai contadini locali perché potessero comperarsi il cibo necessario. Fonti ufficiali francesi hanno anche rivelato che Thierry Niquet, un coordinatore incaricato di portare soccorso in denaro contante ai contadini afghani, era stato ucciso da uno dei comandanti di Hekmatyār nel 1986. Si ritiene anche che Lee Shapiro e Jim Lindalos, due giornalisti statunitensi che si muovevano con Hekmatyar nel 1987, furono uccisi non già dai sovietici, come gli uomini di Hekmatyār avevano detto, ma nel corso di uno scambio a fuoco iniziato dalle forze di Hekmatyār contro un altro gruppo di mujāhidīn. Inoltre vi sono stati numerosi rapporti durante la guerra avviati da comandanti di Hekmatyār con le locali milizie filo-comuniste dell'Afghanistan settentrionale.
Nel 1987, componenti del gruppo di Hekmatyār hanno ucciso il cameraman britannico Andy Skrzypkowiak, che aveva documentato i successi di Massoud perché fossero resi noti in Occidente. Malgrado le proteste dei rappresentanze britanniche, Hekmatyār non punì i colpevoli, elargendo invece loro regalie.
Un altro esempio della tendenza dell'Ḥezb-i Islamī a dar vita a lotte intestine è quello del 9 luglio 1989, allorché Sayyed Jamāl, uno dei comandanti di Hekmatyār, tese un'imboscata e uccise 30 comandanti della Shura-ye Nazār di Massoud a Farkhar nella provincia di Takhar. L'attacco fu ispirato dalla tipica strategia di Hekmatyār di tentare di debilitare le fazioni rivali, e provocò una decisa condanna da parte dei mujāhidīn.
Secondo Peter Bergen "secondo stime assai prudenti, 600 milioni di dollari USA" di aiuti statunitensi, per il tramite pakistano, "giunsero al partito Ḥezb-i Islāmī ... il partito di Hekmatyār ebbe la dubbia caratteristica di non vincere mai alcuna battaglia significativa durante la guerra [contro le truppe sovietiche], addestrando una varietà di militanti islamisti in tutto il mondo, uccidendo un numero significativo di membri dei movimenti dei mujāhidīn di altri partiti e assumendo una linea violentemente anti-occidentale. Oltre a centinaia di milioni di dollari di aiuti, Hekmatyār fece anche la parte del leone nell'incassare sovvenzioni da parte saudita."
Il generale pakistano Muḥammad Ḍiyāʾ ul-Ḥaqq sentì il bisogno di ammonire Hekmatyār dichiarando che, se era stato il Pakistan a farlo diventare un leader afghano, sarebbe stato ugualmente il Pakistan a distruggerlo se egli avesse proseguito a comportarsi male. Non appena la guerra cominciò a mostrare sempre più che i mujāhidīn avrebbero vinto, i fondamentalisti islamici all'interno dell'ISI divennero ulteriormente motivati a fare del fondamentalista Hekmatyār il nuovo leader dell'Afghanistan liberato. Alfred McCoy, autore di The Politics of Heroin in Southeast Asia, accusò la CIA di aver appoggiato il traffico di droga di Hekmatyār, garantendogli fondamentalmente immunità in cambio del suo impegno nella lotta contro l'URSS.

### Guerra civile (1992-1996)
Nell'aprile del 1992, quando la Repubblica Democratica dell'Afghanistan cominciò a collassare, funzionari governativi si unirono ai mujāhidīn, optando per diversi partiti a seconda delle loro personali appartenenze etniche e simpatie politiche. Per la maggior parte, i membri del khalq (lett. "popolo"), una fazione del PDPA, prevalentemente Pashtun, si unì a Hekmatyar. Con il loro aiuto, Hekmatyār cominciò il 24 aprile a infiltrare sue truppe a Kabul e annunciò che s'era impadronito della città e che se uno degli altri leader della Resistenza avesse provato a giungere in volo a Kabul, egli avrebbe abbattuto il loro aereo. Il nuovo leader del "Governo provvisorio islamico dell'Afghanistan", Sibghatullah Mojaddedi, nominò Ahmed Shah Massoud ministro della Difesa, e lo esortò a entrare in azione, cosa che egli fece, partendo all'offensiva il 25 aprile. Dopo due giorni di pesanti scontri, l'Hezb-i Islami e i suoi alleati furono espulsi dalla città. Un accordo di pace fu firmato con Massoud un mese dopo, il 25 maggio 1992, in base al quale Hekmatyar divenne Primo ministro. Tuttavia l'accordo fallì quando quest'ultimo fu accusato di aver attaccato con razzi l'aereo del presidente Mojaddedi. Il giorno seguente i combattimenti ripresero tra le forze di Burhanuddin Rabbani e la Jamiat di Ahmed Shah Massoud, e tra il Jumbish di Abdul Rashid Dostum e i mujāhidīn dell'Hezb-i Islami di Hekmatyār.
Dal 1992 al 1996 le fazioni belligeranti distrussero la maggior parte di Kabul e uccisero migliaia di persone, la maggioranza delle quali civili, durante la guerra civile afghana. Tutte le differenti parti parteciparono alla devastazione, ma il gruppo di Hekmatyār fu responsabile della maggior parte delle distruzioni, per la sua pratica di colpire deliberatamente aree civili. Si ritiene che Hekmatyar abbia bombardato Kabul come rappresaglia, perché convinto che gli abitanti della capitale avessero collaborato coi sovietici durante l'occupazione della città, oltre che per la sua personale concezione religiosa che gli consentiva di uccidere chiunque non avesse le sue stesse idee. Una volta egli stesso disse a un giornalista del The New York Times che l'Afghanistan "aveva già un milione e mezzo di martiri. Siamo pronti a offrirne un numero anche maggiore pur di istituire un'autentica repubblica islamica". I suoi attacchi avevano anche un fine politico: minare il governo di Rabbani dimostrando che quest'ultimo e Massoud non erano in grado di proteggere la popolazione.
Nel 1994 Hekmatyar cambiò alleanze, unendosi a Dostum e all'Hezb-e Wahdat, un partito sciita Hazara, per costituire la Shura-i Hamahangi("Consiglio di coordinamento"). Insieme, essi avviarono l'assedio di Kabul, sparando un gran numero di colpi d'artiglieria e di razzi che indussero all'evacuazione il personale ONU da Kabul e causarono l'abbandono dei loro posti da parte di numerosi membri del governo. Tuttavia la nuova alleanza non portò Hekmatyar alla vittoria e, nel giugno del 1994, Massoud cacciò le truppe di Dostum dalla capitale.

### Relazioni coi Talebani
I militari pakistani hanno dapprima sostenuto Hekmatyar, ritenendo che a Kabul avrebbe dominato un governo a prevalenza Pashtun, visto che era logico attendersi una politica amichevole da costoro. Dal 1994 divenne però chiaro che Hekmatyar non avrebbe mai conseguito i suoi obiettivi e che il suo estremismo gli aveva alienato la simpatia di molti Pashtun, tanto che i pakistani cominciarono a vedere con crescente interesse la fazione dei Pashtun talebani. Dopo aver conquistato Kandahar nel novembre del 1994, i Taliban fecero rapidi progressi in direzione di Kabul, facendosi strada tra le posizioni rette fino ad allora dall'Hezb-i Islami. Essi presero Vardak il 2 febbraio 1995 e mossero verso Maidanshahr il 10 febbraio e Mohammed Agha il giorno successivo. Subito Hekmatyar si trovò preso tra gli avanzanti talebani e le forze governative e il morale dei suoi uomini collassò. Il 14 febbraio fu obbligato ad abbandonare il suo quartier generale di Charasiab, da dove egli aveva martellato fino ad allora Kabul, e ripiegò disordinatamente su Sorūbī.
Nondimeno, nel maggio del 1996, Rabbani ed Hekmatyar formarono infine un governo di coalizione, in cui Hekmatyar era Primo ministro. Rabbani era ansioso di dare legittimità al suo governo, realizzando tra l'altro il sostegno di buona parte dei leader Pashtun. Tuttavia Hekmatyar godeva di un sostegno popolare praticamente nullo e pertanto l'accordo di Mahipar provocò indignazione tra i sostenitori della Jamiat e soprattutto tra la popolazione di Kabul, che aveva subito i brutali attacchi di Hekmatyar negli ultimi quattro anni. Con ogni evidenza, tale accordo non era quello che i pakistani avrebbero voluto e, convinti ancor più della debolezza di Hekmatyar, essi finirono con l'appoggiare del tutto i talebani. Hekmatyar assunse il suo incarico il 26 giugno e immediatamente adottò severe misure circa l'abbigliamento muliebre e impose il ritiro delle ragazze dalle scuole; questi provvedimenti provocarono un duro contrasto con la politica relativamente liberale che Massoud aveva seguito fino ad allora. I talebani risposero dal canto loro all'accordo con una serie di bombardamenti coi razzi sulla capitale.
Il regime Rabbani/Hekmatyar sopravvisse solo pochi mesi prima che i talebani assumessero il controllo di Kabul nel settembre 1996. Molti dei comandanti locali dell'Hezb-i Islami Gulbuddin si unirono ai talebani "a prescindere dalle simpatie ideologiche e da quelle di solidarietà tribale". In Pakistan i campi d'addestramento dell'Hezb-e Islami "furono posti sotto il proprio controllo dai Taliban e consegnati" ai gruppi della Jamiat Ulema-e Islam (JUI), quali i Sepah-e Sahaba del Pakistan (SSP).
Hekmatyar quindi riparò in Iran nel 1997, dove si dice risiedesse per sei anni. Isolato dall'Afghanistan si disse che egli avesse "perduto ... la sua base di potere per tornare in patria" per le defezioni o l'inattività dei suoi vecchi compagni di partito.

### Attività successive agli attentati dell'11 settembre 2001
Dopo gli attentati dell'11 settembre 2001 Hekmatyar, che era accusato di aver "operato strettamente" con Osama bin Laden ai primi degli anni novanta, espresse la sua contrarietà alla campagna statunitense in Afghanistan e criticò il Pakistan per l'aiuto che dava agli USA. Dopo la guerra in Afghanistan e la caduta del regime talebano, Hekmatyar respinse l'accordo di mediazione delle Nazioni Unite del 5 dicembre 2001, negoziato in Germania per un governo provvisorio post-talebano in Afghanistan. Come risultato delle pressioni degli USA e dell'amministrazione Karzai, il 10 febbraio 2002 furono chiusi tutti gli uffici dell'Hezb-e Islami in Iran ed Hekmatyar fu espulso dai suoi ospiti iraniani.
Il 6 maggio 2002 la CIA tentò di colpire un veicolo di un suo convoglio con un missile anticarro aria-terra AGM-114 Hellfire della Lockheed Martin, lanciato da un drone Predator, mancando però il bersaglio.
Gli Stati Uniti accusano Hekmatyar di esortare i combattenti talebani a riorganizzarsi e a combattere contro le truppe della Coalizione in Afghanistan. Hekmatyar è anche accusato di aver offerto ricompense a chi uccida soldati statunitensi. È stato anche per questo qualificato come un criminale di guerra da membri del governo del Presidente Hamid Karzai, sostenuto dagli USA. È infine sospettato di essere responsabile morale del tentativo di assassinio di Karzai del 5 settembre 2002, che uccise una diecina di persone. In quello stesso settembre 2002, Hekmatyar registrò un messaggio in cui esortava al jihād contro gli Stati Uniti, pur non essendo tecnicamente legittimato a far ciò, non rivestendo alcuna qualifica religiosa riconosciuta.
Il 25 dicembre 2002 la stampa ha comunicato, senza alcuna seria possibile verifica, che le organizzazioni d'intelligence statunitensi avevano scoperto che Hekmatyar aveva cercato di unirsi ad al-Qāʿida. Secondo quelle notizie, si disse (senza possibilità alcuna di verifica però) che egli si sarebbe dichiarato disponibile ad aiutarla. Tuttavia in un video registrato da Hekmatyar il 1º settembre 2003 egli negò di aver creato un'alleanza con i Talebani o al-Qāʿida, ma invitò ad attaccare gli Stati Uniti e le forze internazionali ad essi alleate. Nell'ottobre del 2003 proclamò un cessate il fuoco coni comandanti locali che operavano a Jalalabad, nella Provincia di Konar, nella Provincia di Lowgar e di Sarubi, affermando che avrebbe combattuto solo gli stranieri.
Nel maggio del 2006 diffuse un video su Al Jazeera in cui accusava l'Iran di spalleggiare gli USA nel conflitto afghano e dichiarò di essere pronto a combattere a fianco di Osama bin Laden, sostenendo che i conflitti in atto in Palestina, Iraq e Afghanistan avvenivano per le pesanti interferenze statunitensi in quei Paesi. Nel settembre 2006 si disse che fosse stato catturato ma la notizia fu poi smentita. Nel dicembre 2006 fu diffuso un video in Pakistan, in cui Gulbuddin Hekmatyar profetizzava che "il destino affrontato dall'URSS aspettava in pari modo gli Stati Uniti".
Nel gennaio del 2007 la CNN informò che Hekmatyar affermava "che i suoi guerrieri avevano aiutato Osama bin Laden a sfuggire dalle montagne di Tora Bora cinque anni prima". BBC news riportò il testo di un'intervista del dicembre dell'anno prima concessa a GEO TV: "Li abbiamo aiutati [bin Laden e Zawahiri] a uscire dalle caverne e li abbiamo condotti in un luogo sicuro".

### Nuova operatività
Nel maggio 2008, la Jamestown Foundation ha pubblicato uno studio secondo il quale, dopo essere stato "marginalizzato dalla politica afghana" fin dalla metà degli anni novanta, l'Hezb-i Islam Gulbuddin era recentemente "tornato a operare come gruppo militante aggressivo in Afghanistan, rivendicando la responsabilità di numerosi attacchi sanguinosi contro le forze della Coalizione e l'amministrazione del Presidente Hamid Karzai". L'aver guadagnato la scena afghana da parte di questo "esperto stratega della guerriglia" giunse in un momento propizio per i ribelli, subito dopo l'uccisione del comandante talebano, il Mullah Dadullah, nel momento in cui i talebani cominciavano a diventare "disorganizzati e frustrati".
L'Hezb-i Islam Gulbuddin ha rivendicato la responsabilità diretta o indiretta dell'attentato del 27 aprile 2008 alla vita del Presidente Karzai a Kabul che ha ucciso invece tre cittadini afghani, incluso un membro del parlamento. Si pensa che tra gli attentati perpetrati dall'HIG vi sia l'abbattimento il 2 gennaio 2008 nella provincia di Laghman di un elicottero che aveva a bordo truppe straniere, la sparatoria e il conseguente atterraggio di fortuna il 22 gennaio di un elicottero militare statunitense nel Distretto Sarubi di Kabul e l'attentato a un veicolo della polizia di Kabul nel marzo del 2008, e l'uccisione di 10 soldati.
In un'intervista ha chiesto "l'immediato e incondizionato abbandono di tutte le forze straniere" dell'Afghanistan.
Le offerte del Presidente Hamid Karzai di aprire colloqui con gli "oppositori del governo" e le allusioni al fatto che egli avrebbe offerto cariche ufficiali, quali l'incarico "di vice-ministro o capo di dipartimento", si pensa fossero rivolte a Hekmatyar. Hekmatyar si dice viva attualmente in una località di montagna sconosciuta, vicino alla frontiera pakistana.
Nel gennaio 2010 veniva ancora considerato uno dei tre principali leader della guerriglia anti-Karzai e anti-alleata. Da allora sembra non sia del tutto ostile a negoziati con Karzai e a stilare una roadmap mirante a una riconciliazione politica, in contrasto con le posizioni del leader talebano, il Mullah Omar, e il suo alleato Sirajuddin Haqqani, che rifiutano invece qualsiasi colloquio con Kabul fintanto che truppe straniere seguiteranno a stazionare e a operare nel Paese.